# Interkontinentální pohár 1980
Osmnáctý ročník Interkontinentálního poháru byl první ročník této soutěže, který byl odehrán na neutrální půdě na Olympijském stadionu v Tokiu. Až do předchozího ročníku se hrálo na dva zápasy, přičemz každý z týmů odehrál jeden zápas na vlastním stadionu.
Ve vzájemném zápase se 11. února 1981 střetli vítěz PMEZ v ročníku 1979/80 – Nottingham Forest FC a vítěz Poháru osvoboditelů v ročníku 1980 – Nacional Montevideo.

## Zápas
| 11. února 1981      |       |                      |                                                   |
| Nacional Montevideo | 1 : 0 | Nottingham Forest FC | Olympijský stadion, Tokio rozhodčí: Abraham Klein |
| Victorino 10'       |       |                      | Olympijský stadion, Tokio rozhodčí: Abraham Klein |

| Nacional Montevideo | Nottingham Forest |

## Vítěz
| Interkontinentální pohár 1980 Nacional Montevideo (2. vítězství) |